# Khashtarak
Khashtarak là một đô thị thuộc tỉnh Tavush, Armenia. Dân số ước tính năm 2011 là 1828 người.